# Andreas Hofer (1929)
Andreas Hofer ist ein deutsches Stummfilm-Historiendrama aus dem Jahre 1929 mit Fritz Greiner in der Titelrolle.

## Handlung
Erzählt wird das klassische Freiheitsdrama von aufrechten Tiroler Passeier-Sandwirt Andreas Hofer gegen die Übermacht der napoleonischen Okkupanten in seinem Land. Nachdem der Franzosenkaiser Napoleon Bonaparte die Österreicher und Russen in der Drei-Kaiser-Schlacht bei Austerlitz im Dezember 1805 geschlagen hat, erhält Kurfürst Max Joseph von Bayern die Königswürde und im Frieden von Preßburg ganz Tirol mit den Städten Brixen und Trient. Der neue Landesherrscher will ein guter König für alle sein und verspricht seinen Neubürgern daher die Erhaltung und Einhaltung all ihrer bisherigen Rechte. Doch seine Beamte halten sich nicht an die königlichen Vorgaben und knechten das Volk mit neuen Zöllen, Steuererhöhungen und Verordnungen. Man tritt anmaßend und selbstherrlich auf, und so beginnt das Volk der Tiroler rasch zu murren.
Aus dem Grummeln der Tiroler Volksseele erwächst rasch eine rebellische Grundstimmung, die schließlich zum Volkszorn hochkocht. Man ist sich einig, die fremden Herren so schnell wie möglich aus dem Land wieder hinauszuwerfen. Vor allem die Bewohner des Passeiertals sind wild entschlossen, sich und ihr Vaterland zu befreien. Ihr Anführer wird der knorrige Andreas Hofer, ein Baum von einem Mann. Mit Hilfe der Österreicher können die Tiroler Stück für Stück Franzosen und Bayern wieder außer Landes drängen, auch wenn es immer wieder zu herben Rückschlägen kommt. Schließlich ist Hofer der ungekrönte Regent seines befreiten Landes. Doch die Dinge ändern sich zum schlechten, als Österreich mit Frankreich einen Separatfrieden schließt, der ganz auf Kosten der Tiroler geht. Der Kaiser in Wien rät Hofer, vom Widerstand gegen Napoleon abzulassen, zu aussichtslos sei der Kampf. Doch bestärkt von seinen Anhängern, gibt Hofer seinen Widerstand nicht auf. Die Auslobung von 1500 Gulden auf seine Ergreifung und der daraufhin verübte Verrat durch den Bauern Raffl führen ihn in die Hände der Franzosen, die ihn schließlich 1810 in Mantua hinrichten lassen.

## Produktionsnotizen
Andreas Hofer, Arbeitstitel Für ein freies Vaterland, entstand von April bis Juni 1929 in Innsbruck (Hofkirche, Hofburg), Lemmenhof-Wiesen bei Innsbruck, beim Bergisel, in Hall in Tirol, der Festung Kufstein und in Matrei in Osttirol. Die Innenaufnahmen wurden im Innsbrucker Volkskunstmuseum gedreht. Der Achtakter mit einer Länge von 2874 Metern passierte die Filmzensur am 21. September 1929 und wurde auch für die Jugend freigegeben. Die Uraufführung erfolgte am 15. Oktober 1929 in den Münchner Sendlingertor-Lichtspielen.
Alfons Lustek und Bartl Seyr arbeiteten als einfache Kameraleute Chefkameramann Karl Attenberger zu.
Bei der Uraufführung rezitierte Elise Aulinger das Gedicht „Der rote Tiroler Adler“ von Johann Ch. Sems.
Im Jahr 1933 kam der Film noch einmal in einer Tonfassung in die Kinos.

## Kritiken
„Eine bayerische Gesellschaft also hat sich, ein etwas komisches Phänomen, eigens zusammengefunden, um einen Film bayerischer militärischer Niederlagen zu drehen. Allerdings wird diese Tatsache … dadurch verschleiert, daß das Wort „Bayern“ in dem ganzen Film ausgemerzt bleibt, immer nur von den „Feinden“ die Rede ist und höchstens durch ein kurzes Auftreten Napoleons der Anschein erweckt wird, es handle sich um irgendeine welsche Infamie, - ein Verfahren, das mit Geschichtsfälschung eine bedenkliche Ähnlichkeit hat. Der Film selbst ist ein dramaturgisch  leider nur ein zusammenhangloses Gefüge aus unfertigen Episoden und halben historischen Reminiszenzen. Filmisch zeigt er fast nur konventionelle Einstellungen, triviale Schnitte und Kampfszenen, in deren zäher Länge man vergeblich nach jenen Temperamentsausbrüchen sucht, die ihm schon vor seiner Fertigstellung zu einem gewissen Ruf verhalfen. (…) Auffallend gut in Maske und Spiel ist der Hofer-Darsteller, Fritz Greiner, der in einer entfernt fast an Jannings gemahnenden Art bäuerliche Plumpheit und Verschmitztheit mit echt aufwallendem Fanatismus und männlich ernster Würde vereint.“

„Ein Heimatfilm, Festspiel und Liebhabertheater zugleich. Vom Enthusiasmus aller Mitwirkenden getragen. Die Volksgestalten Tirols, wie sie die lokale Legende sieht, werden im Film-Bild festgehalten, die Bilder werden im Stil des Volkslesebuches aneinandergereiht, Tafel auf Tafel, und mancher schöner Holzschnitt ist dabei. Autor und Regisseur Hanns Prechtl ist vom Stoff begeistert; kein Gedanke, ihn kritisch, zeitecht oder mit irgendwie betonter Aktualität zu formen. (…) Fritz Greiner hinterlässt porträtstarke Eindrücke, von Karl Attenberger in erlesen schöne Großaufnahmen gebracht.“

„Deutschnationaler Mist, in jeder Beziehung. Kraft- und farbloser Mischmasch von Familienidyll, Treue und Verrat, Heldenverehrung und Volkskaisertum, und, nicht zu vergessen, der Pfaffe segnet die Waffen gegen den Erbfeind. Befreiungskampfes eines unterdrückten Bauernvolkes gegen Ausbeuter und Unterdrücker? Keine Spur. Die Bauern sehen wir nur als von Hofer kommandierte Truppen, die entweder tapfer kämpfen oder vor Heimweh nach Hause laufen. Text, Aufnahmen, Spiel, – alles gleich schlecht, langweilig, öde.“

„Aber der Film ruft noch nicht einmal die Erinnerung an das heutige Südtirol wach, sondern erteilt nur Geschichtsunterricht. Ein illustriertes Schullesebuch, mit dem Bergisel, auf dem die Komparserie heftig kämpft. Der Bergisel selber ist echt, auch die Alpen sind es, Hall und die Hofburg zu Innsbruck. In die gegenwärtigen Landschaften sind jedoch die vergangenen Ereignisse so theaterhaft hineingesetzt, daß die Naturhintergründe wie Soffitten wirken. Das Arrangement des Freilichtspiels hat Hanns Prechtl mit wenig Aufwand an filmischer Phantasie besorgt.“